# Torre d'en Valls
La Torre d'en Valls (o torre de Campanitx) és una torre de defensa artillera al municipi de Santa Eulària des Riu, a l'illa d'Eivissa. Des de la seva terrassa es domina el sector de costa comprès entre Punta Grossa i el Cap Roig, a més de Tagomago. Es troba protegida arran de la Declaració genèrica del Decret de 22 d'abril de 1949, i la Llei 16/1985 sobre el Patrimoni Històric Espanyol.
De cos rodó s'aixeca sobre la base que s'adapta a les irregularitats del terreny. Originalment l'aparell de la torre estava format per pedres de mitjana grandària reforçades amb morter. El seu interior es distribuïx en planta baixa, primer pis i terrassa. La planta baixa es divideix en dues meitats, una massissa i l'altra subdividida en dues parts: el polvorí, que compta amb dos respiradors, i el dipòsit de queviures, en el qual es troba l'escala que dona accés a la planta principal. La planta principal està formada per una única sala volta. S'hi troben l'entrada, una tronera en l'extrem oposat i l'escala d'accés a la terrassa, a més de l'escala d'accés des de la planta baixa. En la terrassa hi ha dues espitlleres que dominen el camí d'accés a la torre i l'estreta escala de caragol que comunica amb la primera planta. En l'exterior de la caseta, la terrassa disposa d'un parapet corregut.

## Història
Fou construïda durant la segona meitat del segle xviii (el plànol original duu data de 1763), com a part d'un pla de defensa global de les illes gestat en el segle xviii. La seva funció va ser principalment defensiva contra els pirates i els saquejadors (que intentaven robar riqueses de l'illa d'Eivissa). També tenien funció de protecció, quan venien els pirates la gent es tancava en la torre per a no ser atacats.